# Magname Koïta
Pour les articles homonymes, voir Koïta (homonymie).
Pas d'image ? Cliquez ici

a Compétitions nationales et continentales officielles uniquement.

b Matchs officiels uniquement.
Dernière mise à jour le 19 septembre 2018.
Magname Koïta, né le 19 juillet 1974, est un joueur sénégalais de rugby à XV évoluant au poste de deuxième ligne (1,95 m pour 118 kg).

## Clubs successifs
- RC Créteil/Choisy
- RC Toulon
- Stade montois
- AS Béziers
- RC Toulon
- Stade aurillacois
- USA Limoges
- CS Vienne

## Palmarès
- Vainqueur du Championnat de France de rugby à XV de 1re division fédérale 2006-2007